# Camariñas
Camariñas ist eine Gemeinde an der Costa da Morte im Norden Galiciens.

## Geografie

### Lage
Camariñas liegt im äußersten Nordwesten Galiciens in geschützter Lage im Inneren der Bucht Ría de Camariñas. Die nächstgelegene Großstadt ist Santiago de Compostela. Die zeitliche Entfernung zu den Flughäfen von Santiago de Compostela und A Coruña ist ungefähr gleich.
Zum Gemeindegebiet gehört das fünf Kilometer nordnordwestlich gelegene Cabo Vilán. Westlich davon schließt sich einer der rauesten Abschnitte der Costa da Morte an. Er reicht bis zum kleinen Fischerort Camelle; diese Parroquia und der ganze Küstenabschnitt gehören ebenfalls zum Gebiet von Camariñas.

## Gemeindegliederung
Die Gemeinde Camariñas ist in vier Parroquias gegliedert:
| Parroquias       | Patrozinium      | Einwohner 2024 | Fläche km² | Dichte Einw./km² | Höhe msnm | Ortskennzahl |
| ---------------- | ---------------- | -------------- | ---------- | ---------------- | --------- | ------------ |
| Camariñas        | San Xurxo        | 2.505          | 12,23      | 205              | 12        | 15016010000  |
| Camelle          | O Espírito Santo | 1.062          | 10,64      | 100              | 10        | 15016020000  |
| A Ponte do Porto | San Pedro        | 960            | 8,23       | 117              | 5         | 15016030000  |
| Xaviña           | Santa María      | 624            | 20,76      | 30               | 10        | 15016040000  |

## Geschichte
Der Ortsname leitet sich ab von einem autochthonen Strauch namens caramiña (Corema album), auf Spanisch auch hierba del hambre, Hungerkraut, genannt.
Die Reste der Castros von Monte Mourin und Monte Croada sowie die Mámoa Reira zeugen von megalithischen Kulturen in der Region. Aus dem Mittelalter sind die Kirche Santa María Xaviña und der Kirchturm in Ponte do Porto erhalten. Für mittelalterliche Profanarchitektur stehen die Paläste der Adelsfamilien Paxariña, Dor und Mouzo sowie die Ruinen des Castelo do Sovereign.
Während des achtzehnten Jahrhunderts wurden mehrere Kirchen gebaut. Während des Aufstandes gegen die napoleonische Besetzung von 1809 war die Ría von Camariñas Schauplatz blutiger Kämpfe, in deren Verlauf die französischen Besatzer Bauernhöfe plünderten und eine beträchtliche Menge von Einheimischen töteten. In den 1890er Jahren gab es eine Auswanderungswelle nach Amerika und in den 1960er-Jahren eine weitere in europäische Länder.

## Wirtschaft

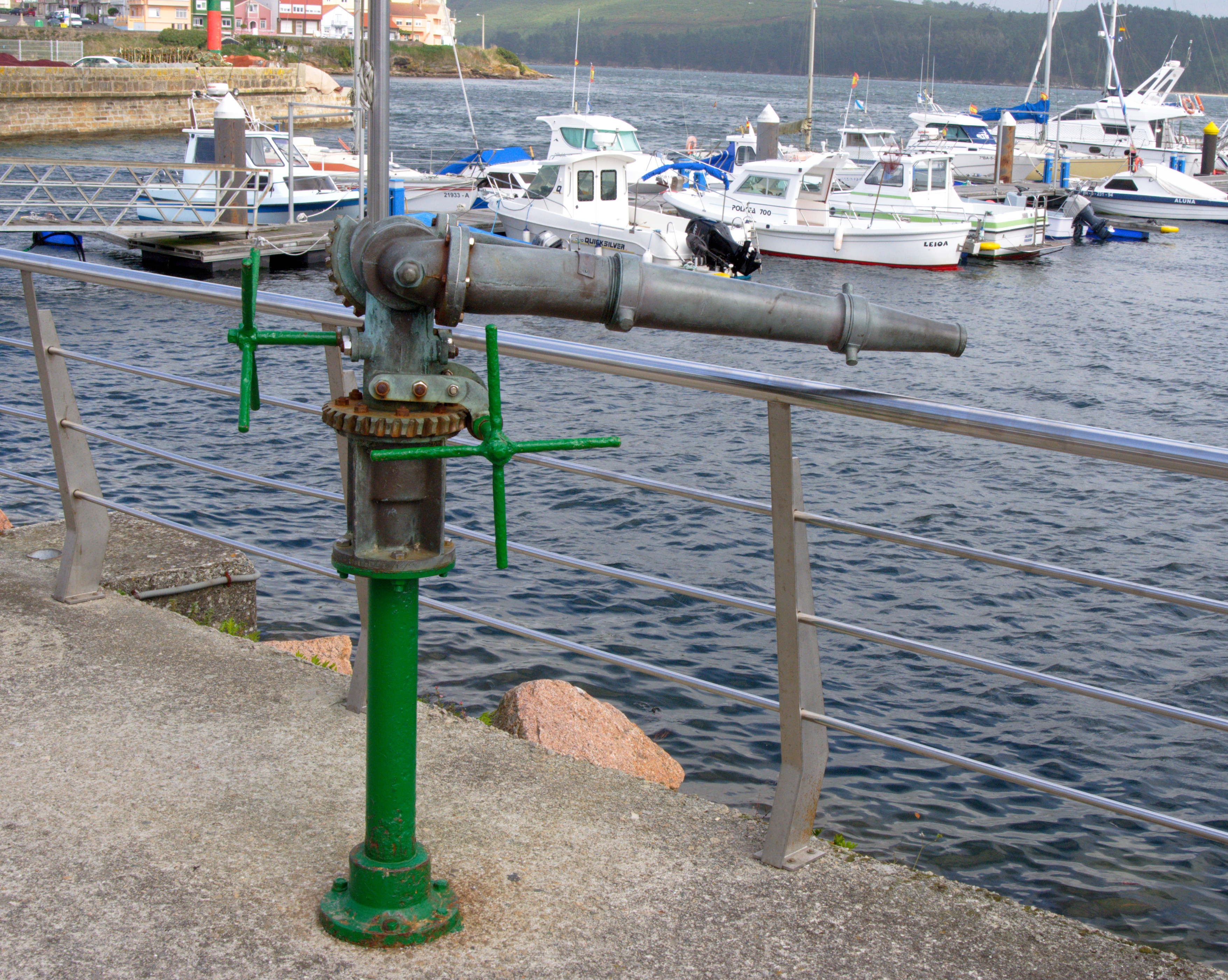
Alte Hydrantenkanone im Seehafen

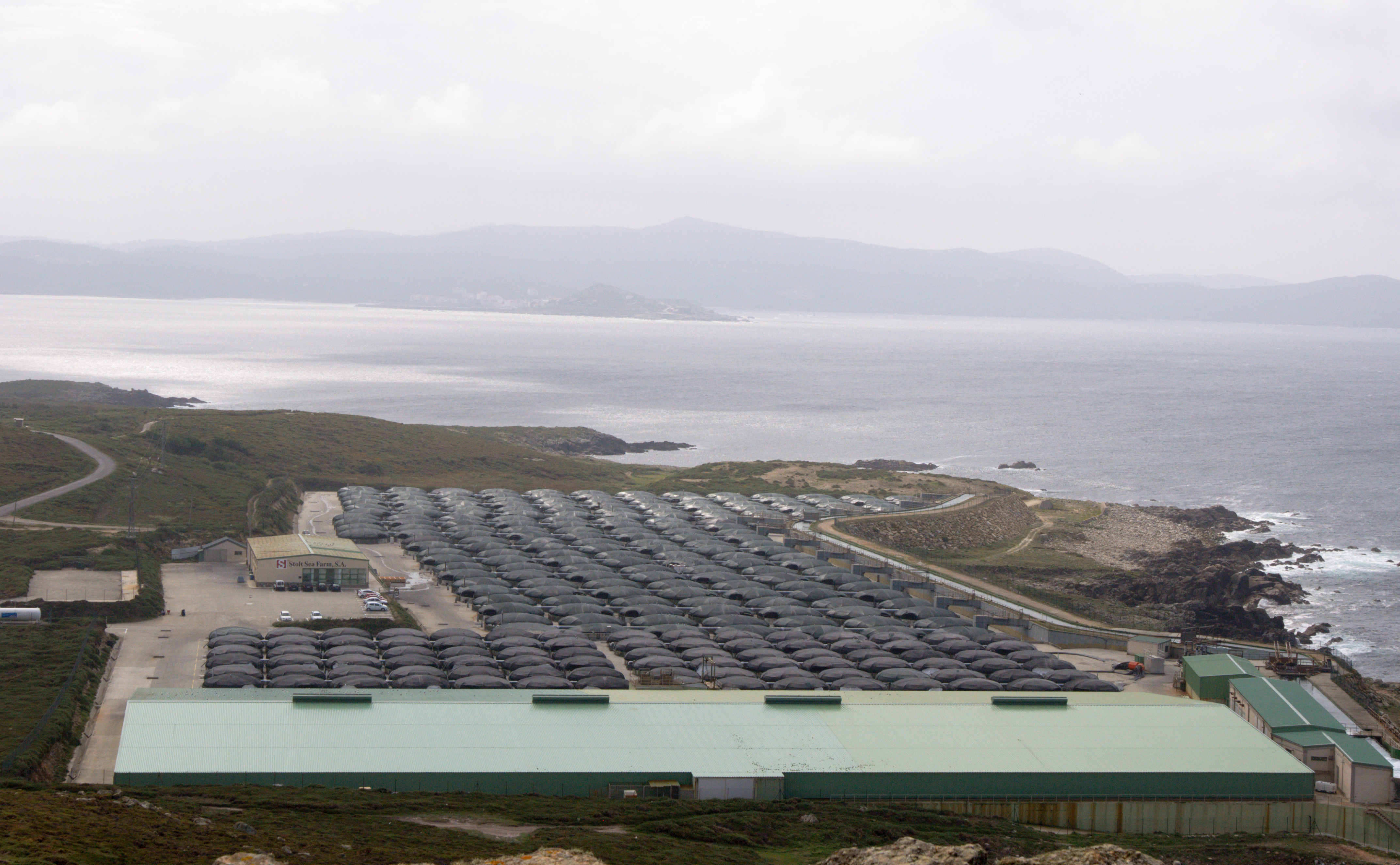
Aquakultur am Cabo Vilán

Der Fischfang ist die traditionelle Haupterwerbsquelle des Ortes. Bis zum Beginn des 20. Jahrhunderts spielte auch der Walfang eine tragende Rolle. Heute werden im Hafen Seehecht, Sardinen, Aal, Tintenfisch, verschiedene Arten von Muscheln, Garnelen, Seeigel und Entenmuscheln gehandelt. In der Ría werden Miesmuscheln an hölzernen Flößen gezüchtet. Seit 2005 ist am Cabo Vilán eine industrielle Aquakultur der norwegischen Firma Stolt Sea Farm in Betrieb.
Das Gemeindeland wird hauptsächlich forstwirtschaftlich genutzt; Landwirtschaft und Viehzucht spielen eine geringere Rolle. Immer wichtiger wird der Tourismus. Das traditionelle Handwerk des Spitzenklöppelns trägt als Attraktion wesentlich zur Erhöhung der Besucherzahlen bei.
| Ackerbau, Viehzucht und Fischerei                                                  | 0291  | 020,26 |
| Industrie                                                                          | 0160  | 011,14 |
| Bauwirtschaft                                                                      | 0200  | 013,93 |
| Dienstleistungsbetriebe                                                            | 0785  | 054,67 |
| Total                                                                              | 1.436 | 100,00 |
| * Daten aus dem Statistischen Amt für Wirtschaftliche Entwicklung in Galicien, IGE |       |        |

## Sehenswürdigkeiten

### Küstenlandschaft

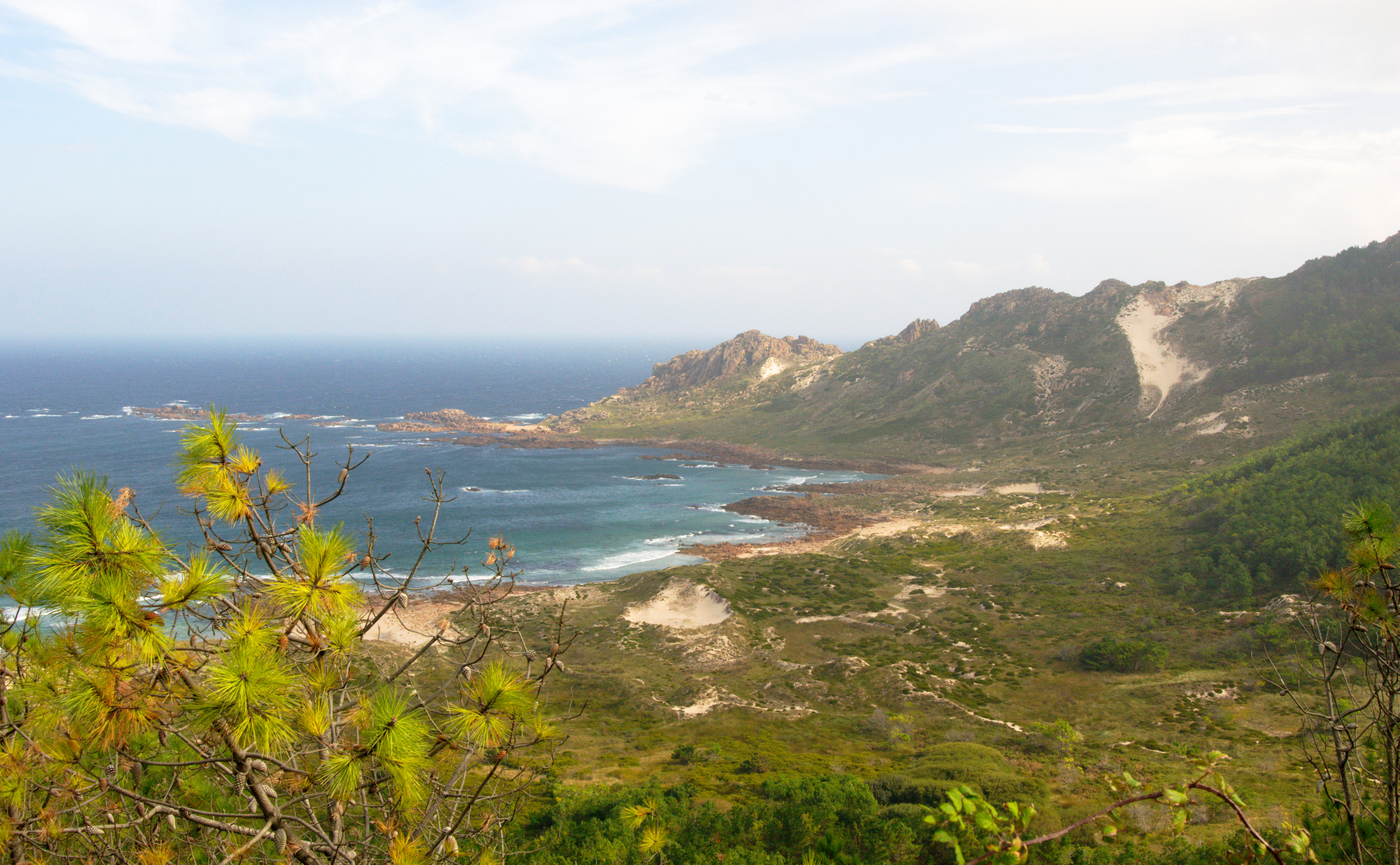
Arenal de Trece

- Die schmale, kurvenreiche Küstenstraße von Camelle bis zum Cabo Vilán bietet abwechslungsreiche Eindrücke. Sie führt entlang steiler Felsklippen, durch Wälder, offene Gras- und Felslandschaften, an Äckern und vereinzelten Weilern vorbei und auf weite Strecken am Ozean entlang. Ein erheblicher Teil der Strecke ist nicht asphaltiert.
- Gleich hinter Camelle führt eine steile Stichstraße hinunter in das Fischerdörfchen Arou. Es bietet einen kleinen, windgeschützten Badestrand mit einer Strandpromenade.
- Nördlich von Camariñas liegt an der Küstenstraße das Naturschutzgebiet Arenal de Trece; eine naturbelassene Fels- und Dünenlandschaft. Es ist das größte Schutzgebiet der Caramiña, die dem Ort dem Namen gab. Der Strauch wird bis zu einem Meter hoch und ist stark verzweigt. Die kleinen weiblichen Blüten besitzen drei Blütenblätter, die männlichen Blüten sind blattlos. Die Früchte sind bis zu einem Zentimeter dicke, weißrosa Steinfrüchte. Sie schmecken bittersüß und sind im August reif. Die Art ist gefährdet; im  Arenal de Trece befindet sich ihr größtes Schutzgebiet in Galicien.[7] Weitere Pflanzenarten, die dort ihr Auskommen finden, sind unter anderem Hellerkräuter, Fetthennen, Herbst-Seidelbast, Wiesenknopf, Zistrosen und der vom Aussterben bedrohte Ampfer Rumex rupestris.[11]
- Wenige hundert Meter weiter westlich liegt der Cemiterio dos Ingleses, der Friedhof der Engländer. Dort fanden die 172 Toten des 1890 gescheiterten englischen Marine-Schulschiffes HMS Serpent ihre letzte Ruhestätte. Auch den Opfern von sieben weiteren Schiffsunglücken in unmittelbarer Nähe ist hier ein Ehrendenkmal gewidmet.[12]
- Das Cabo Vilán mit seinem Leuchtturm bildet den weithin sichtbaren, ausgesetzten Endpunkt der Küstenstrecke.

### Örtliche Strände
Beide Strände am Ort sind relativ klein, bieten aber beide feinen hellen Sand.
- Die Praia da Vila liegt am Ortseingang an der Innenseite der Ría und ist über die Uferpromenade vom Hafen und von der Ortsmitte aus erreichbar.
- Die Praia Lago Norte liegt zwar in einer kleinen Bucht, diese liegt aber an der Außenseite und ist dem offenen Meer zugewandt. Deshalb gibt es hier stärkere Brandung. Die Bucht liegt an dem Wanderweg, der vom Hafen zum Cabo Vilán führt.

### Museen

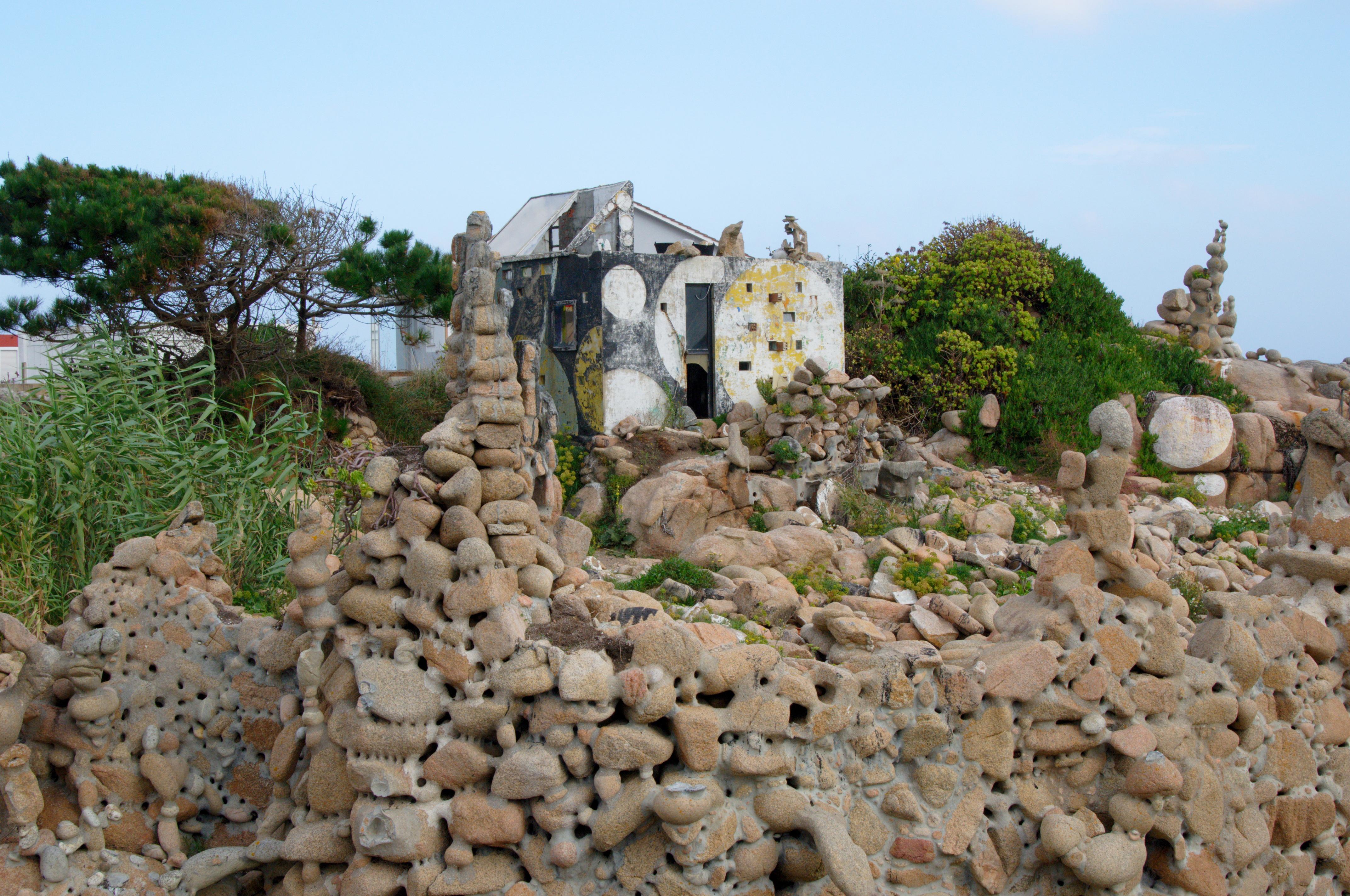
Museo do Alemán in Camelle

- Das Museo do Encaixe in Camariñas zeigt über 900 Muster und Spitzenstücke der Klöppelkunst, zurückreichend bis ins 17. Jahrhundert.[13]
- Das Museo do Faro am Cabo Vilán zeigt Informationen zur Geschichte der Leuchttürme und der Schiffbrüche an der Costa da Morte.[14]
- Am Museo do Alemán am Pier in Camelle stehen die skurrilen Skulpturen des Einsiedlers und Künstlers Manfred Gnädinger.

### Kirchen
- Die Capela de San Xurxo, im 18. Jahrhundert begonnen und 1804 vollendet, ist eine Stiftung eines nach Mexiko ausgewanderten Bürgers. Die Altarbilder sind von hohem künstlerischem Interesse; das rechte wurde wahrscheinlich im 15. Jahrhundert und somit für einen Vorgängerbau gemalt. Bemerkenswert sind auch die Skulpturen von José Ferreiro (1738–1830), einem der bedeutendsten klassizistischen Künstler Galiciens. Sie stellen Santo Domingo, San Xurxo und die Heilige Jungfrau vom Berge dar.[15]
- Die romanische Kirche Santa María in Xaviña stammt aus dem 12. Jahrhundert, war jedoch im Lauf der Jahrhunderte verschiedenen Umbauten ausgesetzt.[16]